# Jaapiella zygophylliflora
Jaapiella zygophylliflora är en tvåvingeart som beskrevs av Fedotova 1985. Jaapiella zygophylliflora ingår i släktet Jaapiella och familjen gallmyggor.
Artens utbredningsområde är Kazakstan. Inga underarter finns listade i Catalogue of Life.